# Drosophila mambilla
Drosophila mambilla este o specie de muște din genul Drosophila, familia Drosophilidae, descrisă de Tsacas în anul 1980. Conform Catalogue of Life specia Drosophila mambilla nu are subspecii cunoscute.